# Sisoridae
Sisoridae – rodzina słodkowodnych ryb sumokształtnych (Siluriformes). Obejmuje co najmniej 202 gatunki.

## Zasięg występowania
Azja Południowa: Od Turcji i Syrii po południowe Chiny i Borneo.

## Cechy charakterystyczne
Ciało większości gatunków jest pokryte małymi guzkami. Płetwa grzbietowa ma krótką podstawę. Obecna jest płetwa tłuszczowa, u niektórych gatunków zrośnięta z płetwą ogonową. Występują 4 pary wąsików (z wyjątkiem monotypowego Sisor, który ma parę wąsików na szczęce i 5 par na żuchwie). W większości są to małe ryby. Największe dorastają do 2 m długości. Zasiedlają górskie potoki.

## Klasyfikacja
Rodzaje zaliczane do Sisoridae grupowane są w 2 podrodzinach:
- Sisorinae: Bagarius — Gagata — Gogangra — Sisor
- Glyptosterninae: Chimarrichthys — Creteuchiloglanis — Euchiloglanis — Exostoma — Glaridoglanis — Glyptosternon — Glyptothorax — Myersglanis — Oreoglanis — Parachiloglanis — Pareuchiloglanis — Pseudecheneis — Pseudexostoma

Rodzajem typowym jest Sisor.